# García Hurtado de Mendoza in Manrique, markiz Cañete
García Hurtado de Mendoza y Manrique, marqués de Cañete, španski plemič, * 21. julij 1535, † 1609, Madrid.
Med letoma 1557 in 1561 je bil kraljevi guverner Čila in med 1590 in 1596 podkralj Peruja.